# Molleriella betulae
Molleriella betulae är en svampart som tillhör divisionen sporsäcksvampar, och som först beskrevs av James Reid och Kris A. Pirozynski, och fick sitt nu gällande namn av Josef Adolph von Arx och Emil Müller. Molleriella betulae ingår i släktet Molleriella, och familjen Elsinoaceae. Arten är reproducerande i Sverige.